# Tratado de Guayaquil
O Tratado de Guayaquil, também conhecido como Tratado Larrea–Gual em homenagem aos seus signatários, foi um tratado de paz assinado entre a Grã-Colômbia e o Peru em 1829 que oficialmente pôs fim à Guerra Grã-Colômbia–Peru. O tratado exigia a remoção das tropas e a restauração do status quo ante bellum.

## Contexto
Em 3 de julho de 1828, a Grã-Colômbia declarou guerra ao Peru, após uma série de incidentes diplomáticos que resultaram na expulsão dos representantes diplomáticos de ambos os países. A guerra terminou após a Batalha de Tarqui, quando o avanço peruano perdeu força, com ambas as partes assinando o Acordo de Girón no mesmo dia, mas depois continuando as hostilidades até o fim abrupto da guerra após um golpe que depôs o presidente José de La Mar.

### Causas
Tradicionalmente, tem-se argumentado que a causa da guerra foi territorial, uma vez que cada um dos países beligerantes exigia da outra parte a devolução dos territórios que consideravam seus:
- A Grã-Colômbia, governada por Bolívar, reivindicou os territórios de Tumbes, Jaén (hoje em Cajamarca) e Maynas (hoje os departamentos peruanos de Loreto e Amazonas).
- O Peru reivindicou o território de Guayaquil, que considerou injustamente tomado por Bolívar em 1822. Em 26 de julho de 1822, Bolívar e San Martín se encontraram em Guayaquil,[2] um dos resultados foi a permanência da referida cidade nos limites. da Real Audiência de Quito.

Bolívar exigiu para a Grã-Colômbia a devolução de Tumbes, Jaén e Maynas, de facto em possessão peruana. No entanto, quando foi ditador no Peru, de 1823 a 1826, nunca trabalhou a favor de tal retorno, embora tivesse o poder para fazê-lo. Em vez disso, administrou essas províncias, como chefe do poder executivo da nação peruana, nomeando seus governadores. Mesmo a partir de uma carta do próprio Bolívar a Francisco de Paula Santander, datada de 3 de agosto de 1822, parece que o Libertador reconheceu que tanto Jaén como Maynas pertenciam legitimamente ao Peru.

## Tratado
Com a derrubada de La Mar, abriu-se o caminho para um acordo entre o Peru e a Grã-Colômbia. O general Agustín Gamarra, já presidente provisório do Peru, deu instruções a esse respeito. Ambas as partes assinaram o Armistício de Piura em 10 de julho de 1829, pelo qual foi acordado um armistício de 60 dias, bem como o retorno de Guayaquil à Grã-Colômbia e a suspensão do bloqueio peruano da costa do Pacífico da Grã-Colômbia, entre outros acordos. Posteriormente, os delegados peruanos e grã-colombianos, José de Larrea y Loredo e Pedro Gual, reuniram-se em Guayaquil. O primeiro acordo que fizeram foi estender o armistício, que havia expirado. No total tiveram seis reuniões, entre 16 e 22 de setembro de 1829, dia da assinatura do tratado.
Apesar de não ser seu foco, o tratado também abordou a disputa territorial entre os dois Estados. Os artigos 6.º e 7.º previam que uma Comissão de duas pessoas fosse nomeada para cada República para analisar, retificar e fixar a linha divisória, trabalho que deveria começar 40 dias após a ratificação do tratado por ambos os países. O traçado da linha começaria no Rio Tumbes. Em caso de desacordo, seria submetido à arbitragem por um governo de mútuo acordo.

## Consequências
A assinatura do tratado criou instabilidade na região e não conseguiu encerrar a disputa entre os dois países, complicando-se ainda mais com a dissolução posterior da Grã-Colômbia e a criação do Equador.